# TED (Konferenz)

Logo von TED

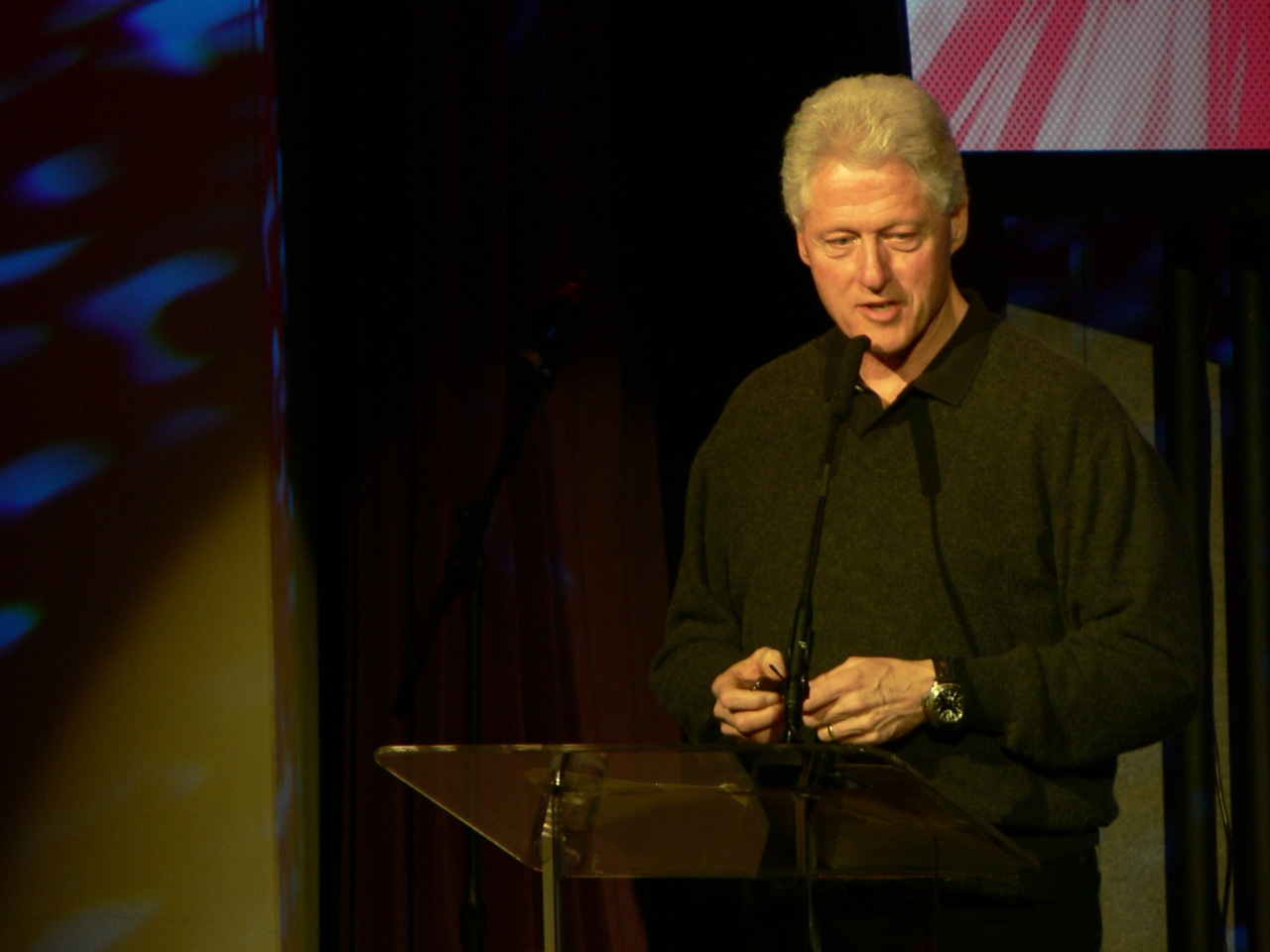
Der ehemalige US-Präsident Bill Clinton auf der TED 2007

TED (Abkürzung für Technology, Entertainment, Design) – ursprünglich eine alljährliche Innovations-Konferenz in Monterey, Kalifornien – ist vor allem bekannt durch die TED-Talks-Website, auf der die besten Vorträge als Videos kostenlos ins Netz gestellt werden. Viele dieser Videos werden seit 2009 in verschiedenen Sprachen untertitelt, auch Deutsch. Weltweit wurden die Videos der TED-Talks milliardenfach abgerufen.
Die Ausrichtung der Innovationskonferenz hat sich über die Jahre erweitert, mittlerweile umfasst die Themenbandbreite nicht nur Technologie, Entertainment und Design, sondern auch Business, globale Themen, Kultur, Kunst und Wissenschaft.
Auf der weiterhin stattfindenden Ursprungskonferenz tauscht eine exklusive Gruppe von Fachleuten der unterschiedlichsten Gebiete ihre Ideen aus – gemäß dem Motto Ideas worth spreading („Ideen, die es wert sind, verbreitet zu werden“). Jeder Vortragende hat dabei maximal 18 Minuten Zeit, seine Idee persönlich und ansprechend zu präsentieren. Das Spektrum der Sprechern reicht von Wissenschaftlern über Unternehmer und Aktivisten bis hin zu Designern und Künstlern. Seit 2005 werden weitere TED-Konferenzen auch außerhalb der USA abgehalten („TEDGlobal“). Die jährliche 5-tägige Hauptkonferenz der TED mit mehr als 80 Vortragenden findet seit 2014 in Vancouver, Kanada, statt. Wer an den Konferenzen teilnehmen möchte, muss sich um eine Einladung bewerben.
Daneben gibt es Ableger wie die TEDx-Konferenzen – weltweit unabhängig organisierte TED-Konferenzen. Seit 2009 fanden mehr als 10.000 TEDx-Events in mehr als 2500 Städten in 164 Ländern statt. Aus diesen TEDx-Events entstanden mehr als 50.000 TEDx Talks, die bisher 360 Millionen Aufrufe erhielten. Knapp 300 TEDx Talks wurden bisher auch auf die ted.com-Seite aufgenommen.

## Varianten

### TED-Konferenz
Im Jahr 1984 wurde TED vom Architekten Richard Saul Wurman ins Leben gerufen, der Technologie-Entwickler mit Designern und anderen Vordenkern in Kontakt bringen wollte. Da die erste Veranstaltung finanziell ein Misserfolg war, dauerte es sechs Jahre bis zur nächsten Konferenz. Seit 1990 findet TED jährlich statt. Nach der Tagung im Jahr 2002 hörte Wurman auf und verkaufte die TED an den Journalisten und Medienunternehmer Chris Anderson, der sie seitdem leitet. Vergleichbar ist die Bedeutung der TED in den USA mit dem, was das Weltwirtschaftsforum in Davos in Europa ist – eines der renommiertesten Foren für den Austausch über Sektoren und interdisziplinäre Grenzen hinweg. TED hat sich jedoch aus dem progressiv-liberalen, technologiebegeisterten Westküsten-Milieu entwickelt und daher geht es bei der TED wesentlich stärker als bei Davos um Inspiration, positiv gestimmtes „Nach-vorne-schauen“ und Vernetzung mit anderen „Changemakern“.

### TEDGlobal

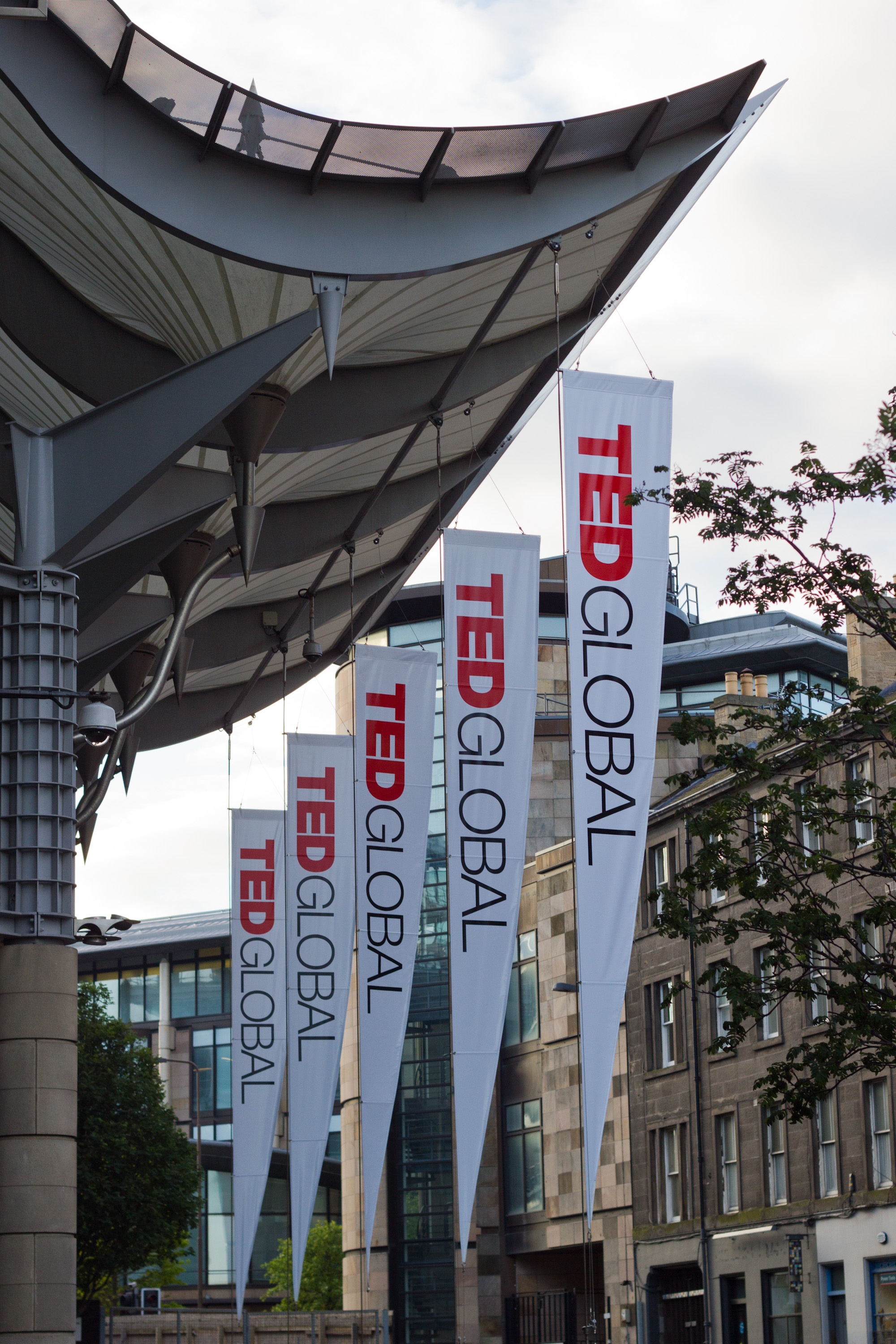
TEDGlobal 2012 in Edinburgh

Im Juli 2005 wurde die erste TEDGlobal in Oxford (England) abgehalten. Die zweite TEDGlobal fand im Juni 2007 in Arusha (Tansania) statt. 2009 und 2010 wurde TEDGlobal jeweils im Juli wieder in Oxford veranstaltet.
2011 fand sie vom 11. bis 15. Juli im schottischen Edinburgh statt. Die zweite TEDGlobal in Edinburgh fand vom 25. bis 29. Juni 2012 unter dem Motto „Radical Openness“ statt. Die TEDGlobal vom 10. bis 14. Juni 2013, wiederum in Edinburgh, besaß das Motto „Think again“.
2014 hat die TEDGlobal zum ersten Mal in Südamerika stattgefunden, und zwar in Rio de Janeiro in Brasilien unter dem Titel South!

### TEDIndia
Im November 2009 wurde zum ersten Mal eine TED-Konferenz in Mysuru, Indien abgehalten, die TEDIndia.

### TEDMED
TEDMED ist eine jährlich stattfindende medizinische Technologiekonferenz in den USA. Gegründet wurde die Tagung 2009 von Marc Hodosh und Richard Saul Wurman. Schwerpunkte sind Medizintechnik, Krebsforschung sowie Themen im Bereich der privaten und öffentlichen Gesundheitsfürsorge. Die mitgeschnittenen Vorträge können auf der TEDMED-Internetseite abgerufen werden.

### TED Talks
Seit dem Frühjahr 2006 werden auf der TED-Internetseite Vorträge von TED-Konferenzen veröffentlicht. Mittlerweile finden sich über 2900 TED Talks auf der TED.com-Seite aus den verschiedensten Bereichen und zu den unterschiedlichsten Themen. Das Motto dieser Vorträge lautet Ideas worth spreading („Ideen, die es wert sind, verbreitet zu werden“). Die Videoaufnahmen der Vorträge, die nicht länger als 18 Minuten sind, werden unter einer Creative-Commons-Lizenz veröffentlicht (by-nc-nd).
Im Mai 2009 wurden erstmals – im Rahmen des TED Open Translation Project – zu 300 englischsprachigen Vorträgen zeitcodierte Untertitel in 40 Sprachen veröffentlicht.
Der mit über 72 Millionen Aufrufen am häufigsten abgerufene TED Talk ist der des britischen Erziehungswissenschaftlers Ken Robinson, der darüber spricht, wie die Schule die Kreativität der Kinder abtötet.

### TEDx
Seit 2009 ermöglicht die TED Foundation unabhängigen Organisatoren, eigene Konferenzen unter dem Namen TEDx, wie z. B. die TEDxVienna in Wien, TEDxZurich in Zürich oder TEDxMoers zu veranstalten. Um ein einheitliches Erscheinungsbild zu gewährleisten, werden kostenlose Lizenzen vergeben. Zu den Vorgaben zählt beispielsweise die Gestaltung der Bühne sowie eine Veröffentlichung der Vorträge per Video. Daneben dürfen mit TEDx-Veranstaltungen keine Gewinne erzielt werden. Ebenso dürfen Speaker eines TEDx-Events keine Gegenleistung für ihren maximal 18-minütigen Vortrag erhalten. Zudem ist die Anzahl der Teilnehmer auf 100 Personen beschränkt. Für die Ausrichtung mit mehr Teilnehmern ist eine spezielle Lizenz erforderlich, die die vorherige Teilnahme des Lizenznehmers an einer Veranstaltung der TED Foundation erfordert.
TEDx richtet sich beispielsweise an Universitäten, Schulen, Geschäfte, Bibliotheken und an Gemeinschaften oder Gruppen aller Art. Ziel ist es, eine lokale Plattform für das Teilen von Ideen zu schaffen. Aus diesem Grund vergibt die TED Foundation nur in ausgewählten Fällen Lizenzen an Veranstaltungen, die den Städtenamen im Titel tragen. Bei den großen TEDx-Veranstaltungen in Deutschland – wie z. B. TEDxBerlin, TEDxHamburg, TEDxStuttgart oder TEDxMünchen – kommen die Vortragenden sowie das Publikum sowohl aus der jeweiligen Stadt bzw. dem jeweiligen Land als auch von anderswo aus Europa und dem Rest der Welt. TEDx sind wie die TED gemeinnützig organisiert.

### TED AI
Von 17. bis 19. Oktober 2024 fanden in Wien die ersten Ted Talks zu Künstlicher Intelligenz (Artificial Intelligence) in Europa statt.

## Förderung herausragender Ideen

### TED Prize
Von 2005 bis 2017 wurde der TED Prize für besonders preiswürdige Ideen verliehen. Der Preis war bis einschließlich 2012 mit 100.000 US-Dollar dotiert, ab 2013 wurden dem Gewinner 1.000.000 US-Dollar überreicht. Die mutigen Ideen der Preisträger, die Welt zu verändern, sollten damit unterstützt werden. Die 23 Preisträger waren:
- 2005: Bono, Edward Burtynsky, Robert Fischell
- 2006: Larry Brilliant, Jehane Noujaim, Cameron Sinclair
- 2007: Bill Clinton, Edward O. Wilson, James Nachtwey
- 2008: Neil Turok, Dave Eggers, Karen Armstrong
- 2009: Sylvia Earle, Jill Tarter, José Antonio Abreu
- 2010: Jamie Oliver
- 2011: JR
- 2012: The City 2.0
- 2013: Sugata Mitra
- 2014: Charmian Gooch von Global Witness
- 2015: Dave Isay von StoryCorps
- 2016: Sarah Parcak
- 2017: Raj Panjabi

### The Audacious Project
Im April 2018 wurde die Entscheidung bekannt gegeben, den TED Prize durch ein neues Konzept namens The Audacious Project (wörtlich etwa „Das mutige Projekt“) zu ersetzen. Das Ziel ist, die besten Ideen durch die Beteiligung finanzstarker Wohltätigkeitsorganisationen und Mäzene mit noch wesentlich mehr finanzieller Unterstützung zu honorieren und ihre Verwirklichung damit effektiver zu machen. Für 2018 wird das Ziel angepeilt, sieben herausragende Ideen mit insgesamt 634 Millionen US-Dollar zu fördern.

## TED Talks in Bildung und Wirtschaft
Die wachsende Verbreitung der TED Talks hat zu Überlegungen geführt, ob dieses Format auch in Bildung und Wirtschaft eingesetzt werden kann. Sowohl der bereits verfügbare Content (Webvideos) als auch die Art, in der die Videos erstellt werden, lassen mehrere Anwendungsbereiche sinnvoll erscheinen.
Die ersten Aktivitäten im Bereich Bildung wurden von der TED Organisation selbst unternommen. Der Bereich TED Talks Education fasst TED Talks zusammen, die sich mit Bildungsfragen befassen.
Im Bereich TED-Ed ist eine wachsende Bibliothek von „Erklärvideos“ zu unterschiedlichsten Themen entstanden. Die Mehrheit dieser Videos stammt von Schülern, die diese in TED-Ed Clubs gemeinsam erstellten. In einer Kooperation mit dem Verlag Wiley (TED Studies) werden thematisch ähnliche TED Talk in Playlists zusammengestellt und um Essays ergänzt, in denen die Hintergründe aus Sicht von Fachleuten erläutert werden.
Auch in Unternehmen werden TED Talks inzwischen eingesetzt, um die inspirierende und motivierende Wirkung zu nutzen. Zu Themen wie Leadership, Erfolg im Beruf, Motivation, Technologischer Entwicklung oder Innovation können TED Talks als Einstieg in Workshops, Lunch & Learn etc. genutzt werden, die Erstellung von Videos im TED-Stil wird für die Mitarbeiterkommunikation oder die Verbreitung von Konferenzbeiträgen genutzt. Beispiele hierfür sind Beiträge von Elon Musk, CEO von Tesla und SpaceX sowie Peter Weyland.

## Kritik
Die für BusinessWeek und TechCrunch schreibende Kolumnistin Sarah Lacy beschuldigte TED wegen Tagungsgebühren in der Höhe von 6000 US-Dollar, elitär zu sein. Zudem konstatierte sie eine „schlechtere Behandlung“ von weniger bedeutenden Teilnehmern.
Ein Vortrag von Nick Hanauer, in dem dieser die Zusammenhänge von höchstem Steuersatz mit Arbeitslosigkeit und wirtschaftlicher Gleichstellung analysierte, kritisierte die verbreitete Vorstellung, dass ein niedriger Steuersatz auf hohe Einkommen Arbeitsplätze schaffe. Nach dem Vortrag gab es Vorwürfe, weil der Vortrag nicht auf der TED-Website veröffentlicht wurde. Chris Anderson antwortete darauf im National Journal, Hanauers Vortrag gehöre wahrscheinlich zu den politisch umstrittensten Vorträgen bei TED und man müsste deswegen sehr vorsichtig überlegen, wann man ihn veröffentlichen sollte. Zusätzlich argumentierte Anderson in seinem persönlichen Blog, dass TED nur einen Vortrag pro Tag veröffentliche, der aus mehreren ausgesucht wird.
Bruce Upbin von Forbes beschrieb Hanauers Vortrag als „minderwertig und dumm“ („shoddy and dumb“), während die Zeitschrift New York die Handlungsweise von TED kritisiert hatte. Ein ausführlicherer Vortrag Hanauers wurde 2014 aufgeschaltet.
Der Essayist Nassim Nicholas Taleb nannte TED eine „Monstrosität, die Denker und Wissenschaftler in anspruchslose Unterhaltungskünstler und Zirkusdarsteller verwandelt“ (monstrosity that turns scientists and thinkers into low-level entertainers, like circus performers). Er behauptete, Kuratoren von TED hätten seinen Vortrag warning about the financial crisis auf der TED-Website anfangs aus „rein kosmetischen Gründen“ (purely cosmetic grounds) nicht veröffentlicht.
Zu einigen der Kritikpunkte wird auf der TED-Website direkt Stellung genommen (Debunking TED myths).